# Долина гигантов
«Долина гигантов» (англ. The Valley of the Giants, 1919 год) — художественный фильм Джеймса Круза 1919 года. Премьера фильма состоялась в США 31 августа 1919 года. Фильм снят по одноимённому роману Питера Бернарда Кайта. Долгое время фильм считался утраченным, пока в 2010 году не был найден в Госфильмофонде, что свидетельствует о том, что он шёл в прокате СССР.

## Сюжет
Брюс Кардиган после смерти своей матери вместе с отцом решил похоронить её на поляне, которую он назвал Долиной Гигантов. Они обещали охранять эту землю. Вскоре Брюс уезжает, а когда возвращается, то обнаруживает, что его отец ослеп. Конкуренты намерены прибрать поляну к своим рукам. Брюс влюбляется в дочку конкурента, уничтожает конкурентов и женится на девушке.